# 費林角

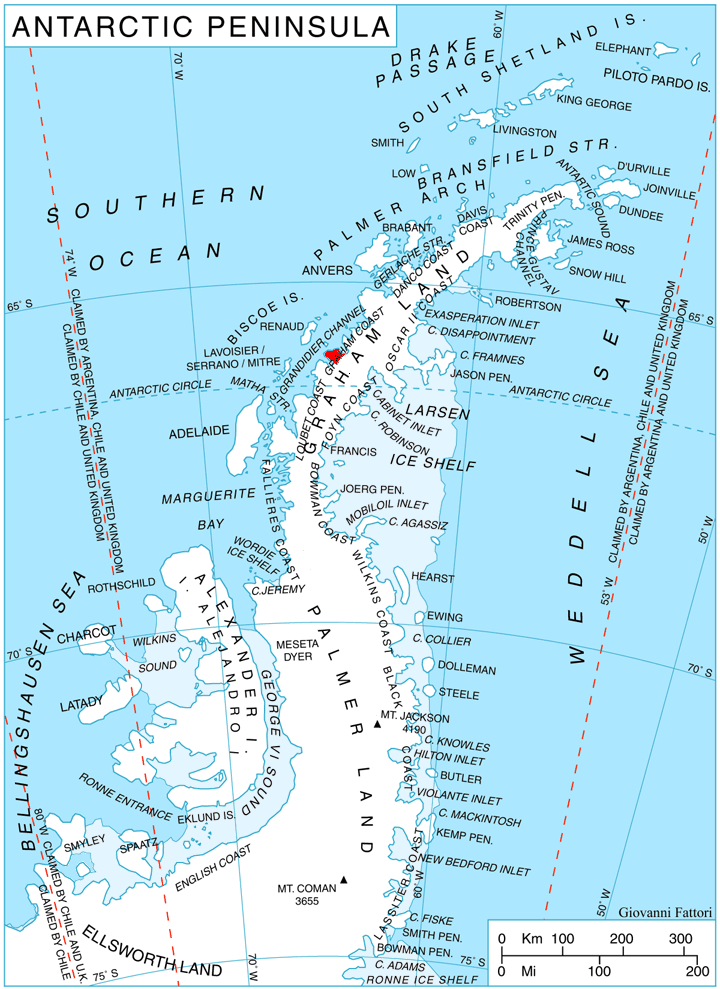

費林角（英語：Ferin Head）是南極洲的海岬，位於葛拉漢地的韋林格勒半島西北部，處於霍特達爾灣的入口處以北7公里，由法國的探險隊發現。

## 外部連結
- SCAR Composite Gazetteer of Antarctica（页面存档备份，存于）.

65°59′S 65°20′W / 65.983°S 65.333°W